# Moviment Comunista del País Valencià
El Moviment Comunista del País Valencià (MCPV, Movimiento Comunista del País Valenciano) fue un partido político de izquierda radical y nacionalista, que operó en la Comunidad Valenciana (España) y que estaba federado en el Movimiento Comunista de España (MCE).
En febrero de 1976 pasa a denominarse MCPV, adoptando cada una de las federaciones del MCE el nombre de su zona, siendo a nivel estatal MC. Tanto el MCPV, el  Moviment Comunista de Catalunya (MCC) y el Moviment Comunista de les Illes Balears (MCI) establecen a su vez lazos confederales.
Entre sus principales dirigentes del MCPV destacaron Cristina Piris o los arquitectos y urbanistas Carles Dolç y Just Ramírez.
El 6 de octubre de 1977, un grupo de militantes y simpatizantes del MCPV, con pancartas en favor del Estatuto de Autonomía, fue atacado a pedradas por un militante de Fuerza Nueva, resultando herido de muerte Miquel Grau, un simpatizante del MCPV de veinte años.
Trató de aproximarse a infructuosamente al Partido Socialista del País Valenciano (PSPV), ya integrado en la Federación de Partidos Socialistas, para presentarse en coalición a las elecciones generales españolas de 1977 no siendo autorizada la coalición, y presentándose los candidatos del MCPV como independientes en la candidatura del PSPV.
El año 1981 el MCPV inicia una política de colaboración con la Liga Comunista Revolucionaria valenciana, formando Esquerra Unida del País Valencià donde se agrupan los sectores nacionalistas de Esquerra Independent de Castelló, Esquerra Unida de Gandia y los revolucionarios MCPV y LCR. Junto con otras formaciones de izquierda, concurrieron a las elecciones autonómicas de 1983 como Unitat del Poble Valencià. Tras estas elecciones la EUPV entra en crisis ya que se plantea la creación de UPV como partido político, agrupando a los sectores nacionalistas, lo que supone la disolución de EUPV en 1985 y que el MCPV inicie la andadura en solitario.
Al margen de la presencia en las elecciones, que solo fue fructífera en algunos ayuntamientos donde se consigue concejales en las municipales del año 1979 (Montaverner, Paterna, Olleria) el MCPV fue pionero en las movilizaciones de la transición. Se va integrando en plataformas como la Coordinadora de parados, la campaña 'Anti-OTAN' o colectivo 'Mili KK' y se vincula a diversas corrientes feministas y nacionalistas. En esta diversificación de las líneas de trabajo fue ganando peso la dimensión de movimiento cívico, determinando la evolución posterior. Se ponen en primer plano la transformación social desde las redes ciudadanas y el peso de la ética y la solidaridad en las acciones colectivas e individuales.
En 1990 la Liga Comunista Revolucionaria (LCR) se unió al MCPV y en 1991 se fusionaron con el MCC de Cataluña y el MCIB de las Islas Baleares bajo el nombre de Revolta, pero la operación fue un fracaso y tras el congreso de Paterna en 1994 se produce la salida del nuevo partido de los militantes de la antigua LCR. Posteriormente, los antiguos militantes del MCPV impulsaron Revolta, ya como colectivo cívico, que inauguró el año 2000 el centro sociocultural Ca Revolta.